# Уайт, Рег
Ре́джинальд Джеймс «Рег» Уайт (англ. Reginald James "Reg" White, 28 октября 1935, Брайтлингси, Эссекс, Великобритания — 27 мая 2010, там же) — британский яхтсмен, чемпион летних Олимпийских игр 1976.
В юности обучался судостроению. Его карьера началась в 1960 году со старта на Малом Кубке Америки. В 1976 году выиграл золото на Играх в Монреале в классе «Торнадо», став первым олимпийским чемпионом в этом классе (вместе со своим сводным братом Джоном Осборном). В 1976 и 1979 гг. также становился чемпионом мире в этом же классе.
По окончании спортивной карьеры занимался изготовлением спортивных парусных судов.
Сын Рега Роберт Уайт (род. 1956) также стал яхтсменом и дважды (1984 и 1988) принимал участие в Олимпийских играх (6-е и 8-е место).
Умер в возрасте 74 лет после сердечного приступа.